# Trudoljubivaja Pcsela
A Trudoljubivaja pcsela (oroszul: Трудолюбивая пчела) – jelentése: 'munkaszerető méh' – a 18. században, 1759-ben megjelent oroszországi folyóirat volt, az első magán kiadású orosz irodalmi folyóirat.

## Ismertetése
Mindössze egy éven át, 1759. januártól decemberig havonta jelent meg Szentpéterváron. Alekszandr Petrovics Szumarokov költő, drámaíró, a 18. századi orosz irodalom kiemelkedő személyisége adta ki, szerkesztette és anyagának jelentős részét is maga írta. 
A lapot az akadémiai nyomdában nyomták és akadémikusok cenzurázták; kezdetben 1200 példányban adták ki. Címe arra utalt, hogy az olvasó, akár a szorgalmas méh, sok hasznos és erkölcsös dolgot gyűjthet a kiadványvból, mely többségében irodalmi műveket tartalmazott.
A folyóirat Szumarokov mérsékelt felvilágosult nézeteinek adott hangot és az Erzsébet cárnő (orosz nevén: imperatrica Jelizaveta Petrovna) udvarának erkölcseit, túlzó fényűzését elítélő nemesek hangulatát tükrözte. Eredeti, gyakran szatirikus hangú alkotásokon kívül számos fordítást is közölt klasszikus költők, pl. Horatius, Ovidius, és nyugat-európai szerzők, köztük Joseph Addison, Pierre Corneille, Jonathan Swift műveiből. 
Szerzői többek között:
- Alekszandr Onyiszimovics Ableszimov (1742–1783) költő, későbbi drámaíró
- Ivan Afanaszjevics Dmitrevszkij (1734–1821) színész, költő, drámaíró, fordító
- Szergej Ivanovics Glebov (1736–1786) fordító
- Kirjak Andrejevics Kondratovics (1703–1790) költő, fordító[2]
- Grigorij Vasziljevics Kozickij (1724–1775), később II. Katalin cárnő titkára, a tíz évvel későbbi Vszjakaja Vszjacsina című lap kiadója
- Vaszilij Kirillovics Tregyiakovszkij (1703–1769) költő, fordító, filológus.

A kiadvány részben kritikai irányultsága, részben anyagi nehézségek miatt szűnt meg. Szumarokov keserű szívvel köszönt el olvasóitól az utolsó számban Búcsú a múzsáktól (Расставание с музами) című elégikus művében. Halála után, 1780-ban az akadémia a folyóirat összes számát változtatás nélkül kinyomtatta. 